# Tim White
Tim White, född 24 augusti 1950 i Los Angeles, är en amerikansk paleoantropolog, filosofie doktor i fysisk antropologi vid universitetet i Michigan.
White började sin karriär som utforskare av människans ursprung, när han 1974 fick följa med Richard Leakeys forskningsgrupp i Kobi Fora i Kenya. Senare har han arbetat tillsammans med Donald Johanson och även Richard Leakeys mor Mary Leakey. Hans främsta upptäckt måste sägas vara Ardipithecus ramidus, en av de första bipedala förmänniskorna. Idag arbetar han på University of California, Berkeley där hans främsta projekt är ovan nämnda skelett.